# Zuccherina di Somma
Zuccherina di Somma es una variedad cultivar de ciruelo (Prunus domestica), de las denominadas ciruelas europeas.
Una variedad de ciruela muy antigua de parentales desconocidos, muy reconocida en la región del norte de Italia.
Las frutas tienen un tamaño de medio de forma oblongo alargada, con la piel color verde recubierta de una ligerísima capa de pruina, y pulpa de un color verde hierba, textura medianamente firme a blanda, moderadamente jugoso, y sabor ligeramente sub ácido, dulce aromático, pero no alcanza un nivel de variedad de postre fresco en mesa.

## Historia
'Zuccherina di Somma' variedad de ciruela ', fruta antigua muy utilizada tradicionalmente en la cocina del norte de Italia.
'Zuccherina di Somma' está cultivada en diversos bancos de germoplasma de cultivos vivos, tales como en National Fruit Collection (Colección Nacional de Fruta) de Reino Unido con el número de accesión: 1958-004 y Nombre Accesión : Zuccherina di Somma. Recibido por "The National Fruit Trials" (Probatorio Nacional de Fruta) procedente de Florencia (Italia), para evaluar sus características en 1958.

## Características
'Zuccherina di Somma' es un árbol muy vigoroso y vital. Las ramas principales son de ángulo amplio. Es autofértil, la flor es medianamente grande y bien desarrollada. Es bastante tolerante a las heladas tardías durante la época de floración. Tiene un 10% de floración para el 20 de abril, para el 25 de abril 80% de floración y para el 6 de mayo el 90% de caída de pétalos.
'Zuccherina di Somma' tiene una talla de tamaño medio, de forma ovalada, no simétrica y ligeramente irregular, con un peso promedio de 24,44gr; epidermis tiene una piel moderadamente gruesa, firme, de color verde cuando está completamente maduro, con una ligera capa de pruina blanquecina, con línea de sutura ligeramente pronunciada; pedúnculo de longitud corto, grueso, leñoso; pulpa de color verde hierba, textura medianamente firme a blanda, moderadamente jugoso, y sabor ligeramente sub ácido, dulce aromático, pero no alcanza un nivel de variedad de postre fresco en mesa.
Hueso no separable, grande compacto, alargado, asimétrico curvado, con el surco dorsal muy ancho y profundo, los laterales más superficiales, zona ventral sobresaliente, superficie rugosa.
Su tiempo de maduración varía según la región y las condiciones climáticas, maduración tardía en la tercera decena del mes de septiembre y primera de octubre. Las frutas son óptimas para procesamiento en compota.

## Usos
La temporada de maduración es tardía. Los frutos y tienen una excelente calidad destinada a la elaboración de compotas. Tiene un alto potencial de cultivo que también se manifiesta en los años con heladas tardías siempre que se apliquen todas las prácticas de cultivo.